# 蒙苏沃德雷
蒙苏沃德雷（法語：Mont-sous-Vaudrey，法語發音：[mɔ̃ su vodʁɛ]）是法国汝拉省的一个市镇，位于该省北部，属于多勒区。

## 地理
蒙苏沃德雷（46°58'49"N, 5°36'8"E）面积14.86 平方千米，位于法国勃艮第-弗朗什-孔泰大區汝拉省，该省份为法国东部内陆省份，北起上索恩省，西北接科多尔省，西临索恩-卢瓦尔省，南至安省，东与杜省和瑞士接壤。
与蒙苏沃德雷接壤的市镇（或旧市镇、城区）包括：贝尔蒙、邦鎮 (汝拉省)、蒙巴雷、乌西耶尔、苏旺、沃德雷、维莱莱布瓦。
蒙苏沃德雷的时区为UTC+01:00、UTC+02:00（夏令时）。

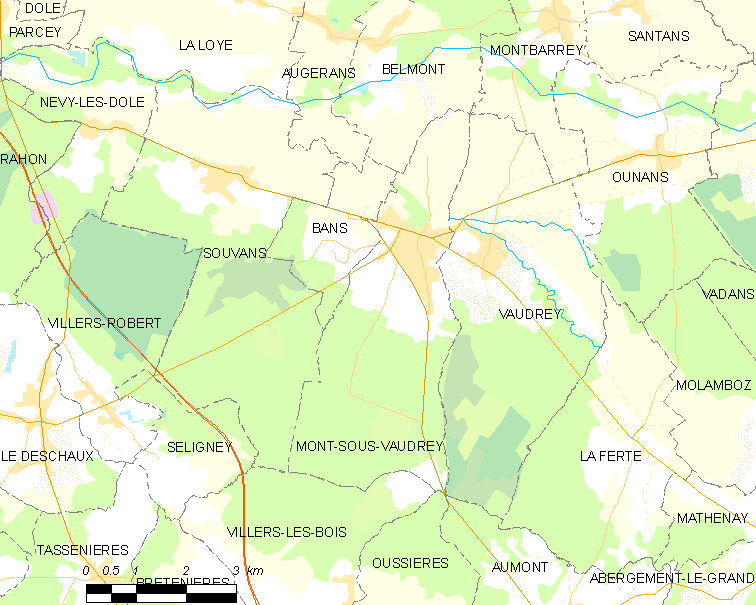
蒙苏沃德雷的OSM定位图

## 行政
蒙苏沃德雷的邮政编码为39380，INSEE市镇编码为39365。

## 政治
蒙苏沃德雷所属的省级选区为蒙苏沃德雷县。

## 交通
汝拉省省道D91线、D469线、D472线和D905线经过境内。

## 人口

1962-2008年间蒙苏沃德雷人口变化图示

蒙苏沃德雷于2022年1月1日时的人口数量为1302人。